# Glanzende dunschaal
De glanzende dunschaal (Abra nitida) is een tweekleppigensoort uit de familie van de Semelidae. De wetenschappelijke naam van de soort werd in 1776 gepubliceerd door Otto Friedrich Müller.

## Beschrijving
De glanzende dunschaal een ovale schaal van twee kleppen (helften) die dezelfde vorm en grootte hebben en tot 2 cm lang en 1,2 cm hoog worden. De schaal is broos bij aanraking en het oppervlak draagt microscopisch kleine concentrische lijnen. Het lichaam is eenvoudig, met een wigvormige voet en twee zeer lange sifons.

## Verspreiding
De glanzende dunschaal is inheems in de noordoostelijke Atlantische Oceaan, van IJsland en Noord-Noorwegen tot Marokko. Ook in de Middellandse Zee komt deze soort voor. In Nederland komt deze dunschaal algemeen voor in Noordzee, en waarschijnlijk op aantal plaatsen in Zeeland. De soort wordt aangetroffen van dicht beneden de laagwaterlijn tot diepten van 200 m of meer, waar hij in zelfgemaakte holen bewoont in modder, zandige modder, slibzand of modderig grind.